# Jacques Fontaine de La Roche
Pour les articles homonymes, voir Jacques Fontaine (homonymie) et Fontaine.
Jacques Fontaine de La Roche, est un janséniste français, né à Fontenay-le-Comte le 5 mai 1688, mort le 26 mai 1761.

## Biographie
Il était curé de Manthelan dans le diocèse de Tours. Il a fait partie, depuis 1727 et jusqu'à sa mort, des rédacteurs anonymes des Nouvelles ecclésiastiques, et exalta dans sa gazette les miracles du diacre Pâris. Il figura parmi les Appelants à la Bulle Unigenitus.